# Korál
Korál — прогрессивная венгерская рок-группа, период активности которой пришёлся на 1978—1986 годы.

## Период Taurus
В 1971 году музыканты группы «Neoton», возвращаясь из очередных зарубежных гастролей, посетили в Амстердаме концерт британской рок-группы «Black Sabbath», после чего клавишник Фецо Балаж (Balázs Fecó, 1951 г.рожд.) и бас-гитарист Лайош Шом (Som Lajos, 1947 г.рожд.) решили выйти из состава «Neoton» и создать новую группу, которая играла бы подобную жёсткую и экспрессивную рок-музыку. Их идею поддержал гитарист Бела Радич (Radics Béla), ранее игравший в своей собственной группе «Tűzkerék». Фецо и Лайош звали с собой также барабанщика «Neoton» Ференца Дебрецени (Debreczeni Ferenc), но тот в итоге перешёл в команду «Omega», поэтому на место барабанщика парни пригласили Дьёзё Бруннера (Brunner Győző) из распавшейся группы «Metro». Поскольку только у Дьёзё был домашний телефон, музыканты в шутку добавили его номер в название своей новой группы: «Taurus EX-T 25 75 82». В результате у них получилась супергруппа, аналогичная «Locomotiv GT», поскольку в неё вошли музыканты из лучших на 1972 год рок-команд.
Первое выступление «Taurus» дала в клубе «Цитадель» («Citadella») 30 апреля 1972 года. А на их второе выступление, которое состоялось 1 мая в Молодёжном Парке Буды, пришла гигантская толпа из нескольких тысяч человек. Музыку для песен писал Фецо Балаж, а тексты — его приятель Аттила Хорват (Horváth Attila). Вскоре был записан их первый сингл «Zöld csillag»/«Szólíts meg vándor». К лету «Taurus» уже собирала стадионы. Последовал второй сингл «Akire Szerelemmel Nézhetek»/«A Kőfalak Leomlanak», и композиция «Akire szerelemmel nézhetek» даже была № 14 в годовом Slágerlistá'72. Однако из-за трений и разногласий между участниками возник конфликт. Осенью 1972 года Лайош Шом покинул "Taurus" и создал свою собственную группу «Piramis», а на его место пришёл ещё один музыкант из бывшей группы "Metro" — бас-гитарист Зоран Стеванович (Sztevanovity Zorán). А Бела Радич параллельно начал создавать свою собственную группу «Alligátor», из-за чего Фецо Балаж лишил его права голоса в делах «Taurus». Фанаты группы были ошеломлены, когда узнали об окончательном распаде группы в мае 1973 года.

## Период Korál
В 1973 году распалась также легендарная венгерская рок-группа «Illés», после чего выступавшая с нею певица Жужа Конц (Koncz Zsuzsa) стала искать другую команду, которая могла бы сопровождать её во время сольных выступлений. После переговоров с Жужей Фецо Балаж и Дьёзё Бруннер создали группу «Korál», в которую, помимо них самих, вошли также два музыканта из группы «Apostol»: гитарист Паль Макраи (Makrai Pál) и бас-гитарист Андраш Козма (Kozma András). Большую часть времени группа «Korál» занималась «обслуживанием» Жужи Конц на её концертах, однако в «свободное от работы время» команде удалось записать такие замечательные собственные композиции как «Ha kedvem tartja» и «Hazafelé»; последняя даже была № 1 в годовом Slágerlistá'75. В 1975 году состав изменился: из группы «Óceán» пришли новые гитарист Зольтан Марщалко (Marschalkó Zoltán) и бас-гитарист Зольтан Киш (Kiss Zoltán), а на следующий год гитаристом стал Янош Меньхарт (Menyhárt János) из группы «Ferm», а бас-гитаристом — Ласло Лошо (Losó László) из «Non-Stop». Однако в 1976 году сотрудничество с Жужей Конц прекратилось, и группа «Korál» осталась не у дел.
20 августа 1977 года состоялся совместный концерт бывших членов «Taurus», и Фецо Балаж принял решение реформировать «Korál», чтобы она продолжила бы работать в духе «Taurus». На этот раз в его команду вошли гитарист Ласло Фишер (Fischer László), бас-гитарист Жолт Шоллер (Scholler Zsolt) и барабанщик Иштван Падош (Pados István). Сначала предполагалось, что вокалистом группы станет Дьюла Викидал (Vikidál Gyula) из «P. Mobil», однако после демозаписей было решено, что все песни будет исполнять сам Фецо Балаж. Дебютный концерт обновлённой «Korál» состоялся в Молодёжном парке Буды 1 мая 1978 года. Первое время музыканты исполняли преимущественно хард-роковые композиции, в том числе обработки прежних песен «Taurus». В том же году вышел их первый сингл «Van Egy Őszinte Dal»/«Válaszra Várva». Музыку писал Фецо Балаж, а тексты по-прежнему сочинял Аттила Хорват.
Постепенно наряду с чисто роковыми песнями («Tudom, én is megnyugodnék», «Hangoddal ébreszt a szél») в репертуаре «Korál» стали появляться мелодичные баллады («Maradj velem», «Amit nem mondhattam el» — № 7 в Slágerlistá'80). В 1981 году их эмоциональная композиция «Homok a szélben» («Песок на ветру», № 4 в Slágerlistá'81) имела огромный успех на конкурсе «Tánc- és Popdalfesztivál»: группа заняла 3-е место и получила приз зрительских симпатий. Поэтому на последовавших за этим альбомах звучание стало более мелодичным и эмоциональным, так, лиричная баллада «Kevés voltam neked» была № 8, а «A szeretet koldusai» — № 15 в Slágerlistá'82. Музыкальное обозрение Pop-Meccs трижды называло Фецо Балажа лучшим клавишником Венгрии: в 1979, 1981 и 1982 годах. Несмотря на то, что состав команды Фецо Балажа в начале 80-х годов несколько раз менялся, к 1983 году он окончательно сложился, что позволило «Korál» записать наиболее профессиональный свой альбом «Az óceán» (1984). Композиция «Kölykök a hátsó udvarból» была № 7, а «Kergesd el a felhőt a házamról» — № 15 в Slágerlistá'84. Группа просуществовала до 1986 года.

## Альбомы
1980 — Korál 

1982 — A túlsó part (№ 6 в годовом TOP10 Slágerlistá'82) 

1984 — Korál III. Az óceán (№ 6 в годовом TOP10 Slágerlistá'84) 

1985 — Korál IV (сборник 1975—1985 годов)